# Казарка (приток Айвы)
Казарка — река в России, протекает по Никольскому району Пензенской области. Правый приток реки Айвы.

## География
Река Казарка берёт начало у нежилой деревни Шелоклейка. Течёт на юго-восток. Устье реки находится у села Казарка в 39 км от устья Айвы. Длина реки составляет 13 км.

## Данные водного реестра
По данным государственного водного реестра России относится к Верхневолжскому бассейновому округу, водохозяйственный участок реки — Сура от Сурского гидроузла и до устья реки Алатырь, речной подбассейн реки — Сура. Речной бассейн реки — (Верхняя) Волга до Куйбышевского водохранилища (без бассейна Оки).
Код объекта в государственном водном реестре — 08010500312110000036333.